# Nationales Märtyrerdenkmal (Budapest)

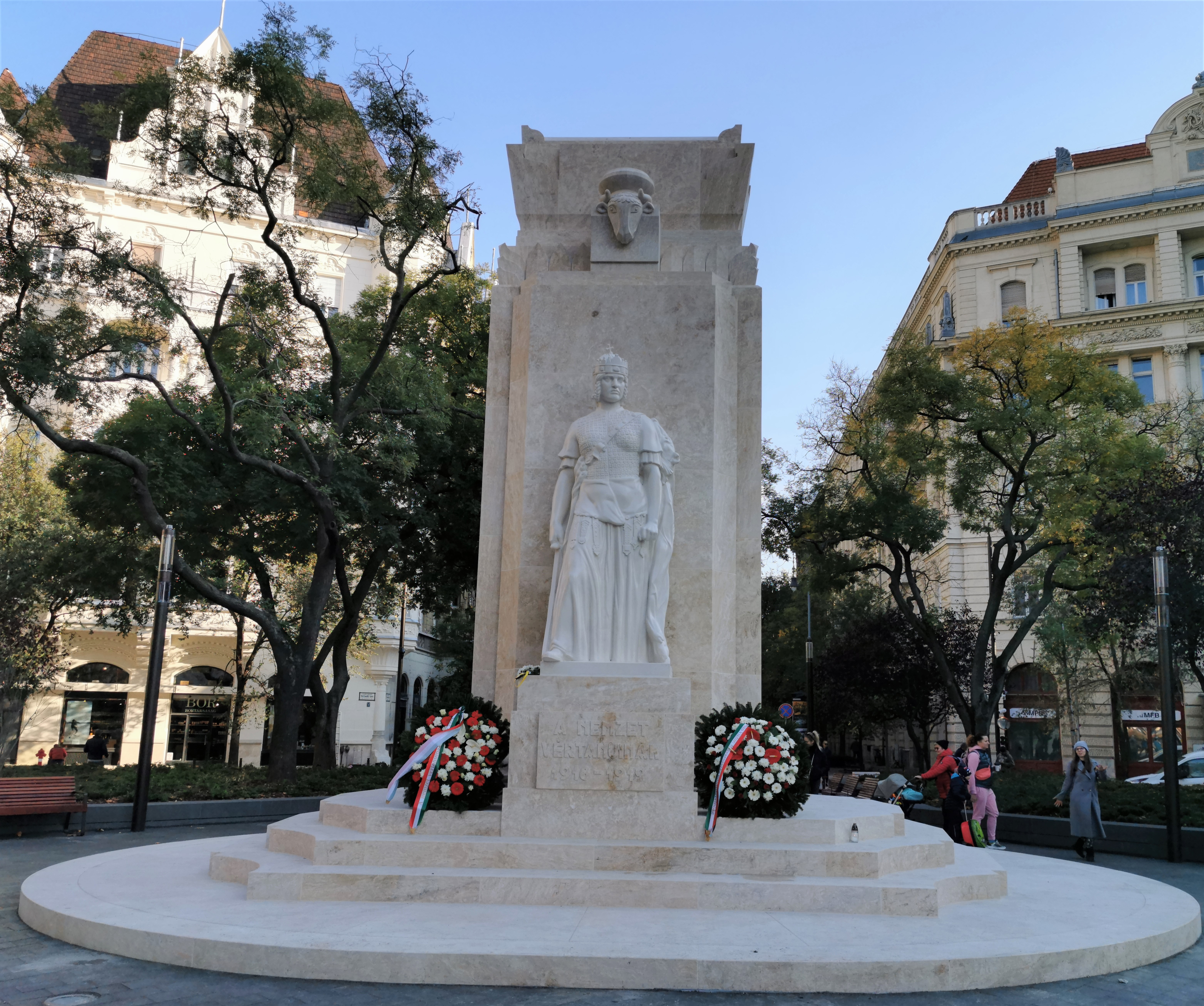
Vorderseite

Das Nationale Märtyrerdenkmal (ungarisch: Nemzeti Vértanúk Emlékműve) ist ein wiedererrichtetes Denkmal in der ungarischen Hauptstadt Budapest, das am 31. Oktober 2019 eingeweiht wurde. Es erinnert an die über 500 Opfer des Roten Terrors während der von März bis August 1919 bestehenden linksradikalen Ungarischen Räterepublik.
Es besteht aus einem massiven aufrecht stehenden Block mit einer wehrhaft gestalteten Hungaria auf der Vorder- und einer Georgsstatue mit Drachen auf der Rückseite. Es befindet sich zwischen Parlamentsgebäude und Szabadság tér im V. Budapester Bezirk.

## Geschichte
Das ursprüngliche Denkmal wurde von Richárd Füredi und Jenő Kismarty-Lechner geschaffen und am 18. März 1934 von Reichsverweser Miklós Horthy eingeweiht. Nach dem Zweiten Weltkrieg wurde es vollständig zerstört und an dessen Ort 1996 ein Denkmal für Imre Nagy aufgestellt. 2011 beschloss die Regierung Orbán den Lajos-Kossuth-Platz und seine nahe Umgebung im Gesamtzustand von vor 1944 wieder zu errichten. In der Folge wurde das Denkmal für Imre Nagy auf den Jászai Mari tér versetzt, was zu Unmut unter der Bevölkerung führte. Das heutige Märtyrerdenkmal wurde mit Hilfe von alten Fotografien und Dokumenten originalgetreu am ursprünglichen Standort rekonstruiert.

## Galerie

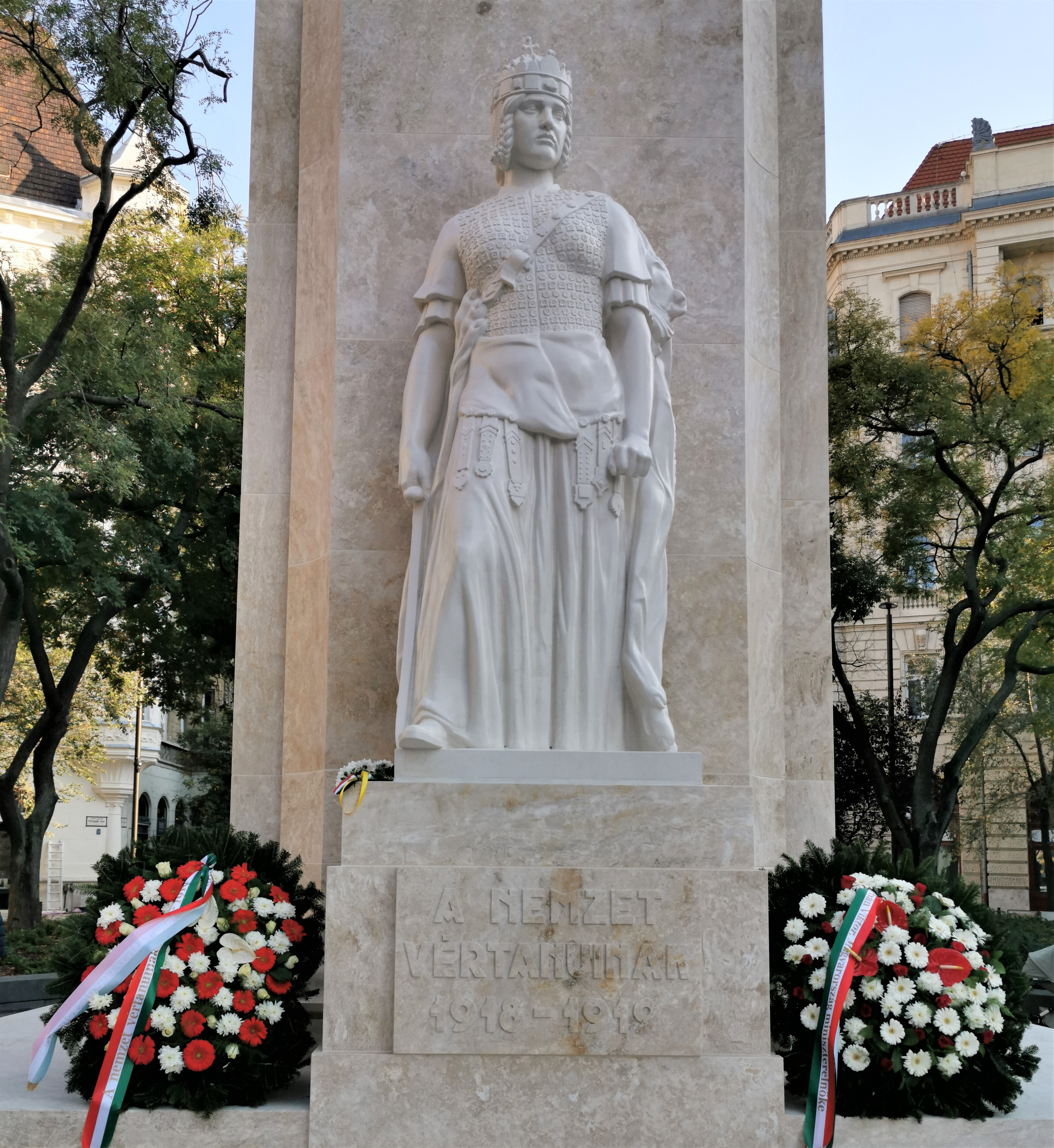
Vorderseite (Detail)
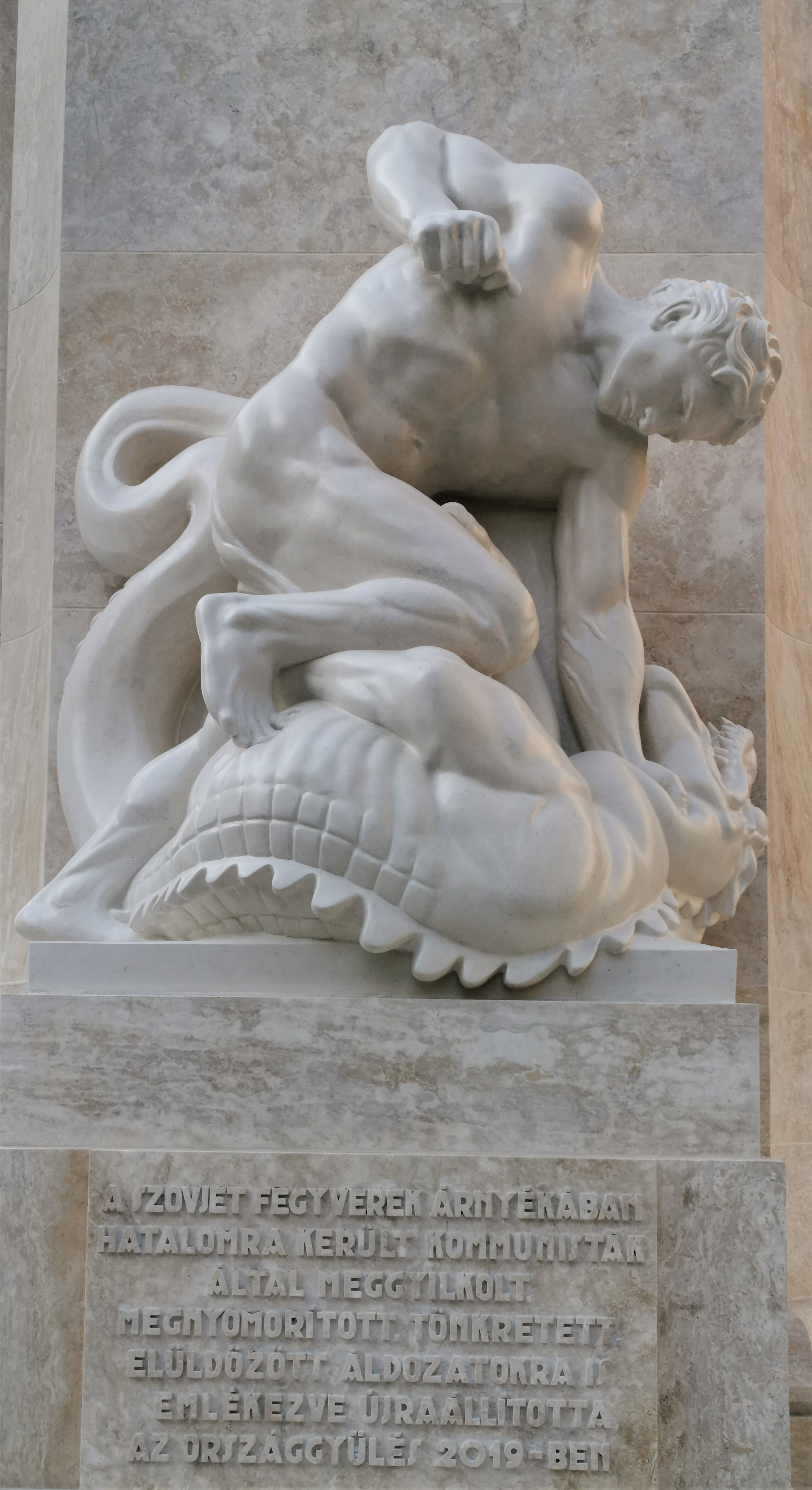
Rückseite (Detail)
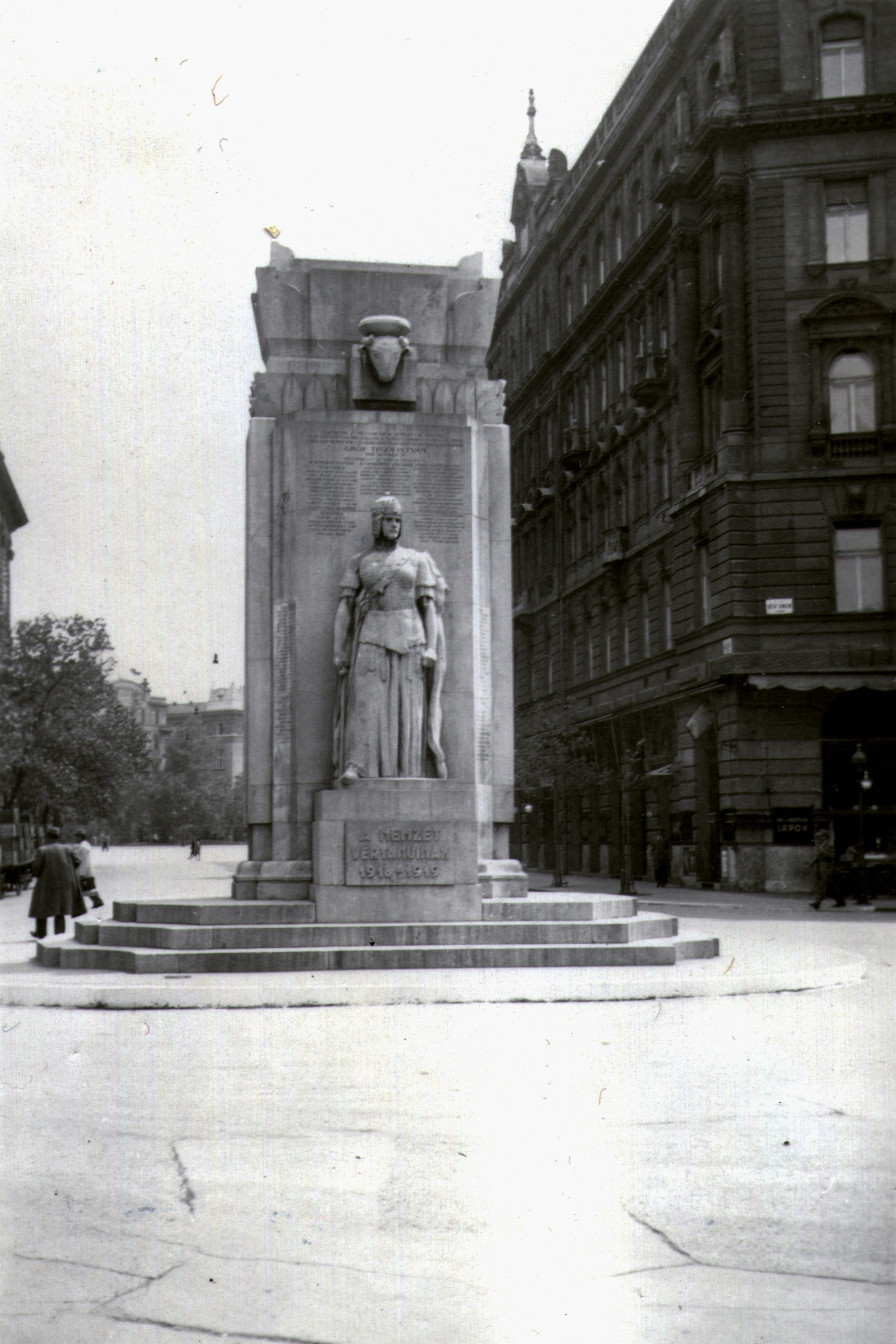
Historische Ansicht von 1938 (Vorderseite).
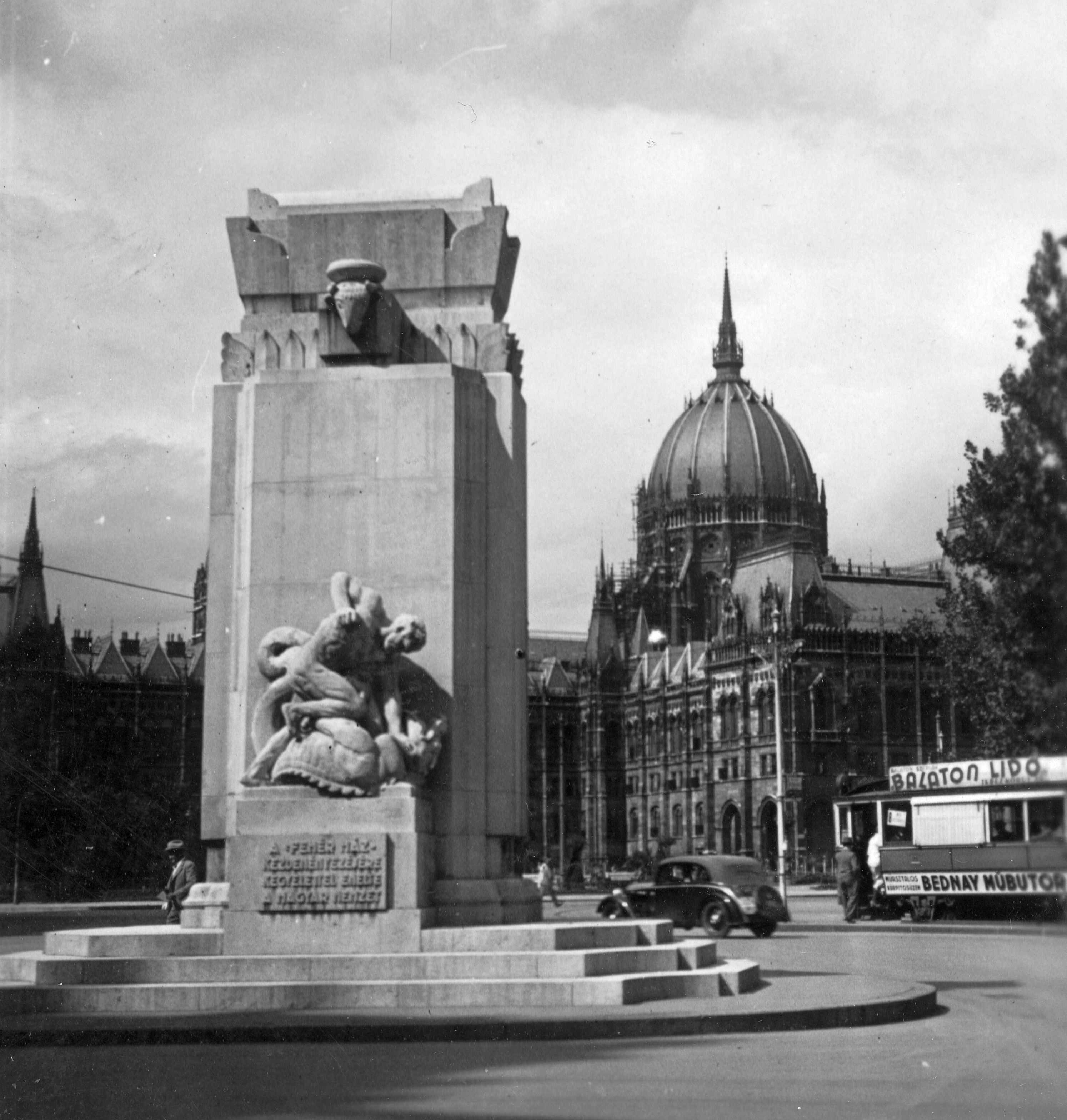
Historische Ansicht von 1934 (Rückseite).